# Kepler-443b

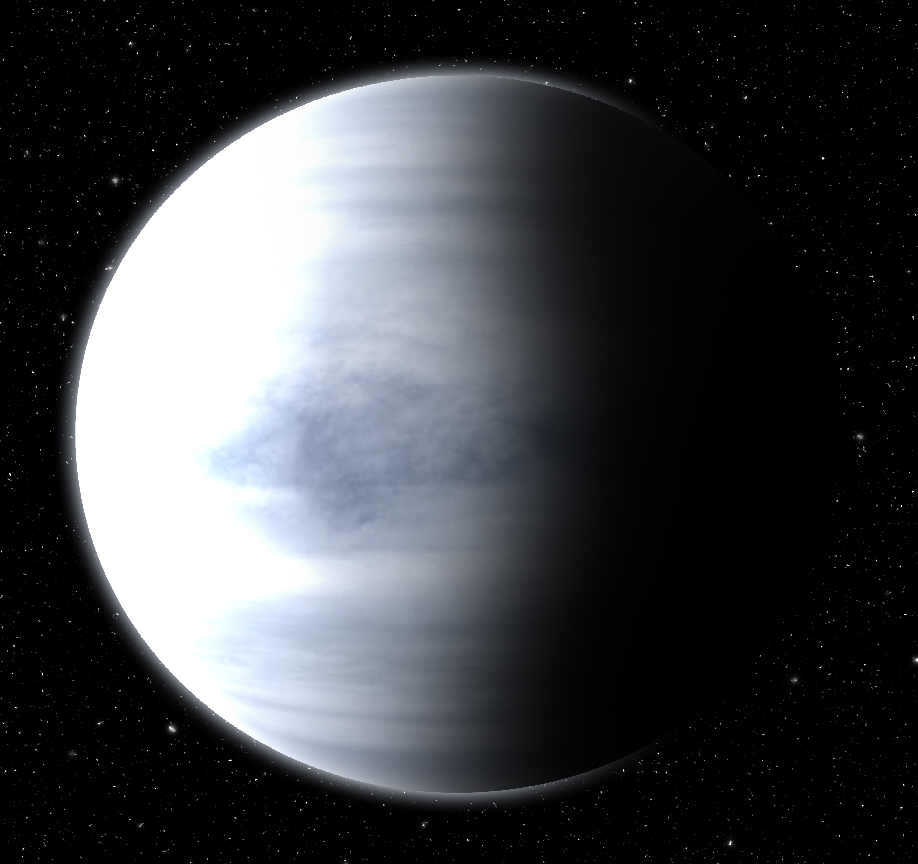
Possível aspecto de Kepler-443b.

Kepler-443b é um exoplaneta localizado a cerca de 2.540,8 anos-luz da Terra. Foi descoberto em 2015 pelo telescópio espacial Kepler, após a gravação de vários trânsitos na frente de sua estrela. Devido a suas características, Kepler-443b é provavelmente um "mesoplaneta" do tipo mininetuno.